# 9e étape du Tour d'Espagne 2011
La 9e étape du Tour d'Espagne 2011 s'est déroulée le dimanche 28 août 2011. Villacastín est la ville de départ et la station de sports d'hiver de Sierra de Béjar-La Covatilla est la ville d'arrivée. Il s'agit d'une étape de haute montagne sur 179,5 kilomètres.
La victoire d'étape revient à l'Irlandais Dan Martin (Garmin-Cervélo), devant le Néerlandais Bauke Mollema (Rabobank), qui s'empare aussi du maillot rouge pour une seconde d'avance, et l'Espagnol Juan José Cobo (Geox-TMC). 

## Profil de l'étape
C'est la première fois que Villacastín est une étape de départ du Tour d'Espagne mais la quatrième fois (après les éditions de 2002, 2004 et 2006) que la station de ski de Sierra de Béjar-La Covatilla est son étape d'arrivée. La province de Salamanque réserve aux coureurs un col de troisième catégorie au départ, une arrivée en hauteur et une montée pour parvenir à 1 970 mètres d'altitude.

## Classement de l'étape
|     | Coureur            | Pays        | Équipe              | Temps | Temps           |
| --- | ------------------ | ----------- | ------------------- | ----- | --------------- |
| 1   | Dan Martin         | Irlande     | Garmin-Cervélo      | en    | 4 h 52 min 14 s |
| 2   | Bauke Mollema      | Pays-Bas    | Rabobank            | +     | 0 s             |
| dsq | Juan José Cobo     | Espagne     | Geox-TMC            |       | 3 s             |
| 4   | Bradley Wiggins    | Royaume-Uni | Team Sky            |       | 4 s             |
| 5   | Christopher Froome | Royaume-Uni | Team Sky            |       | 7 s             |
| 6   | Vincenzo Nibali    | Italie      | Liquigas-Cannondale |       | 11 s            |
| 7   | Rein Taaramäe      | Estonie     | Cofidis             |       | 12 s            |
| 8   | Denis Menchov      | Russie      | Geox-TMC            |       | 12 s            |
| 9   | Haimar Zubeldia    | Espagne     | Team RadioShack     |       | 12 s            |
| 10  | Fredrik Kessiakoff | Suède       | Astana              |       | 12 s            |

## Classement général
|     | Coureur               | Pays     | Équipe              |    | Temps            |
| --- | --------------------- | -------- | ------------------- | -- | ---------------- |
| 1   | Bauke Mollema         | Pays-Bas | Rabobank            | en | 37 h 11 min 17 s |
| 2   | Joaquim Rodríguez     | Espagne  | Team Katusha        | +  | 1 s              |
| 3   | Vincenzo Nibali       | Italie   | Liquigas-Cannondale |    | 9 s              |
| 4   | Fredrik Kessiakoff    | Suède    | Astana              |    | 18 s             |
| 5   | Jurgen Van den Broeck | Belgique | Omega Pharma-Lotto  |    | 27 s             |
| 6   | Daniel Moreno         | Espagne  | Team Katusha        |    | 35 s             |
| 7   | Jakob Fuglsang        | Danemark | Team Leopard-Trek   |    | 37 s             |
| 8   | Kevin Seeldraeyers    | Belgique | Quick Step          |    | 42 s             |
| 9   | Haimar Zubeldia       | Espagne  | Team RadioShack     |    | 42 s             |
| dsq | Juan José Cobo        | Espagne  | Geox-TMC            |    | 46 s             |

## Classements annexes

### Classement par points
|   | Cycliste          | Pays      | Équipe              | Points |
| - | ----------------- | --------- | ------------------- | ------ |
| 1 | Joaquim Rodríguez | Espagne   | Team Katusha        | 74     |
| 2 | Bauke Mollema     | Pays-Bas  | Rabobank            | 62     |
| 3 | Peter Sagan       | Slovaquie | Liquigas-Cannondale | 50     |

### Classement du meilleur grimpeur
|   | Cycliste         | Pays    | Équipe           | Points |
| - | ---------------- | ------- | ---------------- | ------ |
| 1 | Dan Martin       | Irlande | Garmin-Cervélo   | 25     |
| 2 | Matteo Montaguti | Italie  | AG2R La Mondiale | 23     |
| 3 | Daniel Moreno    | Espagne | Team Katusha     | 20     |

### Classement du combiné
|   | Cycliste          | Pays     | Équipe       | Points |
| - | ----------------- | -------- | ------------ | ------ |
| 1 | Bauke Mollema     | Pays-Bas | Rabobank     | 10     |
| 2 | Joaquim Rodríguez | Espagne  | Team Katusha | 13     |
| 3 | Daniel Moreno     | Espagne  | Team Katusha | 15     |

### Classement par équipes
|   | Équipe          | Pays       | Temps | Temps            |
| - | --------------- | ---------- | ----- | ---------------- |
| 1 | Geox-TMC        | Espagne    | en    | 111 h 4 min 53 s |
| 2 | Team RadioShack | États-Unis | +     | 0 s              |
| 3 | Rabobank        | Pays-Bas   |       | 1 s              |

## Abandon
- Murilo Fischer (Garmin-Cervélo) : non-partant